# Corts de Lleida (1460)
Les Corts Catalanes varen ser convocades per Joan II a Lleida el 1460. Era President de la Generalitat Antoni Pere Ferrer.
És l'any de l'enfrontament entre el príncep Carles de Viana i el seu pare Joan II, preclima de la guerra civil catalana, en què el príncep té el suport de les Corts i la Generalitat de Catalunya. Les Corts Catalanes van demanar al rei Joan alliberar el seu fill, forçant la Concòrdia de Vilafranca.
Durant aquestes Corts, Manuel de Montsuar, degà de Lleida, va ser l'hoste del rei Joan II, qui residia al palau episcopal. Aquest fet va comportar que el lloctinent Carles de Viana recomanés als diputats que fos retirat de les llistes de candidat a diputat eclesiàstic. No obstant aquestes pressions, l'elecció del braç eclesiàstic de l'any següent fou per a Manuel de Montsuar.